# Lynchia wolcotti
Lynchia wolcotti är en tvåvingeart som först beskrevs av Swenk 1916.  Lynchia wolcotti ingår i släktet Lynchia och familjen lusflugor. Inga underarter finns listade i Catalogue of Life.